# Prasocuris suffriani
Prasocuris suffriani là một loài bọ cánh cứng trong họ Chrysomelidae. Loài này được Küster miêu tả khoa học năm 1852.